# Aichstetten
Aichstetten è un comune tedesco di 2 871 abitanti situato nel land del Baden-Württemberg.